# Marko Koers
Marko Ewout Koers (* 3. November 1972 in Molenhoek) ist ein ehemaliger niederländischer Leichtathlet, der sich auf den Mittelstreckenlauf spezialisiert hat. Seinen größten Erfolg feierte er mit dem Vizehalleneuropameistertitel 1998 in Valencia über 800 Meter.

## Sportliche Laufbahn
Erste internationale Erfahrungen sammelte Marko Koers im Jahr 1990, als er bei den Juniorenweltmeisterschaften in Plowdiw mit 4:15,37 min in der ersten Runde im 1500-Meter-Lauf ausschied. Im Jahr darauf wurde er bei den Crosslauf-Weltmeisterschaften 1991 in Antwerpen nach 28:22 min 119. im Juniorenrennen und im August schied er bei den Junioreneuropameisterschaften in Thessaloniki mit 1:50,68 min im Halbfinale im 800-Meter-Lauf aus. 1992 nahm er über 800 Meter an den Olympischen Sommerspielen in Barcelona teil und schied dort mit 1:52,23 min im Semifinale aus. Im Jahr darauf wurde er NCAA-Collegemeister über 1500 Meter und siegte in 1:48,57 min über 800 Meter bei der Sommer-Universiade in Buffalo, ehe er bei den Weltmeisterschaften in Stuttgart mit 1:45,90 min im Halbfinale ausschied. 1994 schied er bei den Europameisterschaften in Helsinki mit 1:47,52 min ebenfalls im Semifinale aus und im Jahr darauf kam er bei den Weltmeisterschaften in Göteborg mit 1:46,73 min nicht über den Vorlauf hinaus. 1996 wurde er erneut NCAA-Meister über 1500 Meter und gelangte bei den Olympischen Sommerspielen in Atlanta mit 3:38,18 min im Finale auf den siebten Platz über diese Distanz. Anschließend belegte er beim IAAF Grand Prix Final in Mailand in 3:40,03 min den sechsten Platz. 
1997 belegte er bei den Hallenweltmeisterschaften in Paris in 1:46,43 min den fünften Platz über 800 Meter und im Sommer belegte er bei den Freiluft-Weltmeisterschaften in Athen mit 1:44,85 min im Finale den sechsten Platz. Zudem gelangte er beim IAAF Grand Prix Final in Fukuoka mit 1:45,73 min auf den siebten Platz. Im Jahr darauf gewann er bei den Halleneuropameisterschaften in Valencia in 1:47,20 min die Silbermedaille hinter dem Deutschen Nils Schumann. Bei den Crosslauf-Weltmeisterschaften 1999 in Belfast wurde er nach 14:04 min 99. im Kurzrennen und im Sommer schied er bei den Weltmeisterschaften in Sevilla mit 3:40,15 min im Halbfinale über 1500 Meter aus. Im Jahr darauf belegte er bei den Hallenweltmeisterschaften in Gent in 3:42,46 min den vierten Platz und im September schied er bei den Olympischen Sommerspielen in Sydney mit 3:39,42 min im Semifinale aus. 2001 kam er bei den Hallenweltmeisterschaften in Lissabon mit 3:43,17 min nicht über den Vorlauf hinaus und im Jahr darauf belegte er bei den Europameisterschaften in München in 3:46,68 min den achten Platz. 2004 schied er bei den Hallenweltmeisterschaften in Budapest mit 3:42,53 min in der Vorrunde aus und beendete daraufhin seine aktive sportliche Karriere im Alter von 32 Jahren.
In den Jahren 1994 und 1995 sowie 1997 und 1999 wurde Koers niederländischer Meister im 800-Meter-Lauf. Zudem wurde er 2003 Landesmeister im 1500-Meter-Lauf im Freien sowie 1997, 2000 und 2003 in der Halle. Zudem wurde er 1999 niederländischer Meister im Crosslauf.

## Persönliche Bestzeiten
- 800 Meter: 1:44,01 min, 22. August 1997 in Brüssel
  - 800 Meter (Halle): 1:46,33 min, 8. Februar 1998 in Gent
- 1000 Meter: 2:15,05 min, 16. Juli 1997 in Nizza
  - 1000 Meter (Halle): 2:17,77 min, 20. Februar 1997 in Stockholm
- 1500 Meter: 3:33,05 min, 28. Juni 1996 in Paris
  - 1500 Meter (Halle): 3:38,91 min, 18. Februar 2001 in Birmingham
- Meile: 3:53,47 min, 30. August 1996 in Berlin
  - Meile (Halle): 3:57,37 min, 15. Februar 2001 in Stockholm